# Ivo Jelušić
Ivo Jelušić (Gornja Dubica, 10. listopada 1960.) je hrvatski političar, diplomirani politolog, rodom iz BiH. Od 2005. do 2010. dogradonačelnik Grada Zagreba, a zatim zastupnik u 6., 7. i 8. sazivu Hrvatskog sabora. 
Nakon završene osnovne škole u G. Dubici i Odžaku te gimnazije u Modriči, diplomirao je na Fakultetu političkih znanosti u Zagrebu.  Oženjen, otac dvoje djece. Od 1994. do 2005. godine je poduzetnik, jedan od osnivača i direktora u tvrtki TIM ZIP d.o.o. Od 2001. do 2005. godine zastupnik u Gradskoj skupštini Grada Zagreba. 
Od 2005. do 2010. je zamjenik gradonačelnika Grada Zagreba, a od 2010-2016. je zastupnik u Hrvatskom saboru. Član SDP-a od 1990. godine. Od 2001. do 2006., predsjednik GO SDP Zagreb. Član je Glavnog odbora SDP-a u više mandata, a od 2016-2020. član je Predsjedništva SDP-a. 
Predsjednik je Košarkaškog kluba Cibona od 2006. do 2010., a bio je i predsjednik Turističke zajednice Grada Zagreba od 2006. – 2009. 